# Bercianos del Páramo
Bercianos del Páramo – gmina w Hiszpanii, w prowincji León, w Kastylii i León, o powierzchni 35,09 km². W 2011 roku gmina liczyła 661 mieszkańców.